# Kamilė Gaučaitė
Kamilė Gaučaitė (ur. 29 maja 2000) – litewska zapaśniczka walcząca w stylu wolnym. Zajęła dziesiąte miejsce na mistrzostwach świata w 2019 roku. 
Piąta na mistrzostwach Europy w 2019 i 2024. Szesnasta na igrzyskach europejskich w 2019. Wicemistrzyni nordycka w 2018 roku.
Trzecia na MŚ U-23 w 2023. Druga na ME U-23 w 2022 i 2023. Trzecia na MŚ kadetów w 2016 i ME kadetów w 2017 roku.